# Mike Tapp
Michael Adrian Tapp est un homme politique du Parti travailliste britannique qui est député de Douvres et Deal depuis 2024, succédant à Natalie Elphicke.

## Biographie
Mike Tapp est le fils d'un policier. Il sert dans le Corps du renseignement et effectue trois missions (Irak et Afghanistan) avant de rejoindre la National Crime Agency puis le ministère de la Défense.
Il quitte son poste pour se lancer dans une carrière en politique en 2020 et est sélectionné comme candidat parlementaire pour Dover et Deal en 2022.
Avant les élections générales de 2024, le siège est occupé pour les conservateurs par Natalie Elphicke, mais elle fait défection au parti travailliste peu avant le déclenchement des élections. Elle annoncé ensuite son retrait.
Tapp obtient 18 940 voix, avec une majorité de 7 585 voix. Howard Cox, de Reform UK obtient 11 355 voix et Stephen James, du parti conservateur, 10 370.
Le 7 juillet 2024, The Guardian le désigne comme l'un des « cinq nouveaux députés travaillistes à surveiller » notant que « l'expérience militaire de Tapp et son travail avec la National Crime Agency font également de lui une figure convaincante ».